# Bryan, Wyoming
Bryan, även känt som Calleotown och Bilkville, är en spökstad i Sweetwater County i södra delen av den amerikanska delstaten Wyoming, belägen vid vattendraget Blacks Fork omkring 20 kilometer väster om Green River.

## Historia
Orten döptes efter lantmätaren Francis T. Bryan som dokumenterade delar av nybyggarlederna i regionen 1857. Den hade en kort blomstringsperiod i samband med byggandet av transamerikanska järnvägen genom området 1868, då Bryan under en kortare period var regionalt högkvarter för Union Pacific. Union Pacific ville kringgå de nybyggare som redan slagit sig ned och mutat in mark i Green River och valde att förlägga sin station och servicefunktionerna till Bryan vid Blacks Fork. Härifrån utgick också diligenstrafik till gruvstäderna i området, bland annat South Pass City. 
Efter att en torka drabbat området och torrlagt Blacks Fork på 1870-talet såg sig Union Pacific tvungna att flytta stationen och sitt högkvarter till Green River, och Bryan förlorade snabbt sin befolkning. Ett postkontor fanns på platsen fram till 1901.

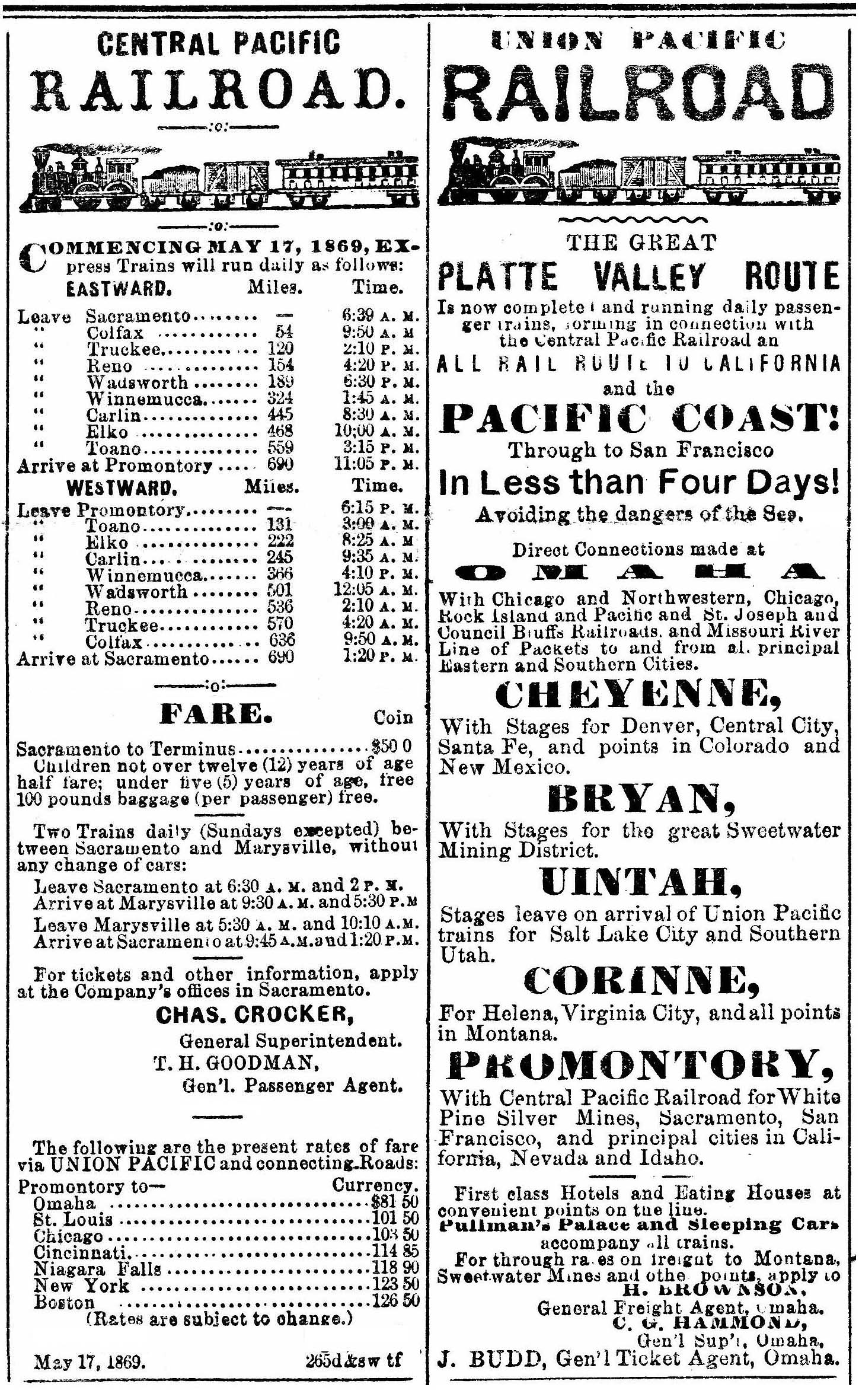
Annons för Transamerikanska järnvägen från 1869 med diligenstrafik från Bryans station.